# Three Preludes
De Three Preludes zijn drie pianocomposities van de Amerikaanse componist George Gershwin, gezamenlijk gepubliceerd in 1926. De première ervan werd door de componist zelf gegeven op 4 december 1926 in het Roosevelt Hotel in New York. Elk van de drie preludes is een voorbeeld van vroeg-20e-eeuwse muziek onder beïnvloeding van de jazz.

## Achtergrond
Gershwin schreef een serie pianowerken met de bedoeling dat deze gezamenlijk zouden worden gepubliceerd. Zijn plan was om - net als Chopin, Bach en Debussy deden - een serie van 24 preludes te schrijven. Dat kwam er echter niet van. Hij had aanvankelijk zeven geschikte stukken in manuscript, die tot 5 voor publieke uitvoering werden gereduceerd, en er werden slechts 3 werkelijk uitgegeven in 1926. In 1923 schreef hij een eerste prelude (Prelude (unnumbered) (1923) - Rubato), in 1924 een Novelette in Fourths en in 1926 Melody nr. 17. In 1926 volgden ook de Three Preludes. De uitgever, "New World Music Corporation", besloot alleen de drie preludes in één cahier uit te geven. 
De andere stukken bleven ongepubliceerd op de plank liggen. Twee van de niet uitgegeven preludes werkte Gershwin later om tot solostukken voor viool en piano, en deze werden in die vorm alsnog later gepubliceerd als Short Story. Een andere prelude (in G) werd door de uitgever uitgesloten van publicatie omdat deze te veel gelijkenis zou hebben vertoond met het hoofdthema van het derde deel van het Concerto in F.
De Three Preludes ontstonden in een voor Gershwin productieve periode eind jaren 20, tussen diens Concerto in F (1925) en zijn symfonisch gedicht An American in Paris (1928). Ze werden opgedragen aan Gershwins vriend en muzikaal adviseur Bill Daly.
De Three Preludes vormen een mijlpaal in het Amerikaanse repertoire voor solo piano.Samen met het Song-Book uit 1932 zijn de Three Preludes de enige officieel uitgegeven werken voor solopiano gedurende Gershwins leven.

## De muziek
Kenmerkend is de klassieke opeenvolging van een snel, langzaam en snel deel, zodat de drie preludes ook goed als één geheel uit te voeren zijn. 
I. Allegro ben ritmato e deciso (in Bes majeur, 24 maat, M.M.=100)
Dit deel begint met een kort inleidend jazzy thema van 2 maten:
Hierop volgt een snel en ritmisch percussief antwoord van vier maten in een swingend charleston ritme. Vervolgens ontspint zich het stuk doordat het inleidende thema met het ritme samengaat. Volgens Kay Swift noemde Gershwin deze prelude "zijn Spaanse prelude".
II. Andante con moto e poco rubato (in cis mineur, 44 maat, M.M.=88)
Een langzame blues-achtige compositie. Na de inleiding van trage kwartnootdubbelgrepen in de bas volgt het lome en ietwat melancholische thema:
Halverwege het stuk wordt kort gemoduleerd naar Fis majeur, waarbij een nieuwe melodie in de bas klinkt, en de bovenstem de kwartenbeweging overneemt. Uiteindelijk keert de mineurblues van het begin terug. De vorm is "A-B-A".
III. Allegro ben ritmato e deciso (in es mineur, 24 maat, M.M.=116)
Dit is de snelste van de drie preludes. Het stuk opent met een drukke, ritmisch swingende serie akkoorden die de basis voor de begeleiding gedurende het stuk voorspellen. Het nogal springerige, bijna geïmproviseerd klinkende thema volgt:
Het werk ontpopt zich als een snelle foxtrot, wordt allengs virtuozer en sluit met veel bravoure af.
Door de aanwezigheid van het habanera-figuur (zestiende-achtste-zestiende) omschreven vroegere luisteraars dit stuk als 'Spaans', hoewel tegenwoordig zulke kwalificaties niet meer opgaan. Wel is er een duidelijke verwantschap met latin muziek, met name door de gebruikte combinatie van de harmonie en het habanera-figuur in het ritme.

## Uitvoeringsprobleem
- Bij de eerste en derde prelude schreef Gershwin zeer hoge metronoomgetallen voor. In de praktijk worden deze zelden door uitvoerenden gerespecteerd, omdat de stukken in dat tempo welhaast onspeelbaar moeilijk worden en omdat bij zulke hoge snelheden veel details verloren gaan. De meeste uitvoerenden kiezen dan ook voor wat rustiger tempi.

## Trivia
- De stukken zijn later voor diverse bezettingen gearrangeerd. Zo bewerkte Jascha Heifetz ze voor viool en piano, en verschenen er versies voor diverse kleine ensembles, zoals voor saxofoonkwartet, strijkkwartet en koperensemble.
- Lewis Raymond, Gregory Stone en Roy Bargy hebben elk de preludes voor symfonieorkest georkestreerd.
- In 1986 verscheen een set van vijf preludes als publicatie die door pianiste Alicia Zizzo is samengesteld c.q. bewerkt uit manuscripten, het betreft hier de drie reeds uitgegeven stukken aangevuld met twee niet eerder gepubliceerde preludes. Het is een uitgave van Warner Bros.